# 샘 새뮤디오
샘 새뮤디오(Sam Samudio, 본명(本名)은 도밍고 재뮤디오(Domingo Zamudio), 1937년 3월 6일 ~ )는 미국의 남성 가수·기타리스트·작사가·작곡가·편곡가·음반 프로듀서·밴드 리더이며 예비역 미국 해군 하사이다.

## 생애
1956년 미국 해군에 입대하여 1960년 미국 해군 하사로 예편하였고 이듬해 1961년 가수 데뷔하였으며 이후 자신의 밴드인 "Sam the Sham & the Pharaohs"를 이끌었다.

## 유명세
그는 보통적으로 대한민국 국내에서는 《Wooly bully》라는 노래 작품의 오리지널 원곡 가수로 널리 잘 알려져 있다.